# Megachile rugifrons
Megachile rugifrons är en biart som först beskrevs av Smith 1854. Den ingår i släktet tapetserarbin och familjen buksamlarbin. Inga underarter finns listade i Catalogue of Life.

## Beskrivning
Arten är ett långtungat bi med svart grundfärg. Ansikte och mellankropp har en övervägande vit, på vissa delar gulaktig behåring. Vingarna är halvgenomskinliga med bruna till nästan svarta ribbor. Tergit 1 (främsta segmentet på bakkroppens ovansida) har tunn, blek (hos hanen rent vit) behåring. de följande tre tergiterna har vita tvärband. Bortsett från tergit 1, de vita tvärbanden på tergit 2 till 4 och tergit 6, som har tät, vit behåring i famänden, så är bakkroppens ovansida mycket sparsamt behårad hos honan. Hanen påminner i det fallet om hunan. På bakkroppens undersida har honan en hårig pollenkorg, som är gulvit utom i den bakersta delen, som är mer eller mindre svart. Beträffande längden är könsdimorfismen tydlig hos denna art: Honan blir 13 till 15 mm lång, hanen 9 till 10 mm.

## Ekologi
Megachile rugifrons är polylektisk, den besöker blommande växter ur många familjer: Korgblommiga växter som binkasläktet, johannesörtsväxter som johannesörtssläktet, vattenhyacintväxter som pontederior, ärtväxter som Tephrosia, Baptisia tinctoria och gul sötväppling (Melilotus officinalis), ljungväxter som blåbärssläktet samt verbenaväxter som verbenasläktet.
Aktivitetsperioden varar mellan april och juli. Arten är ett solitärt bi som förfärdigar larvbon av småstenar som den fogar samman med planthartser och gyttja.

## Utbredning
Utbredningsområdet omfattar östra USA från Nebraska till Michigan och North Carolina samt söderut till Texas och Florida.